# Astola (Insel)
Astola, auch Jezira Haft Talar (Belutschi: زروان ءِ هفت تلار, Satadip oder Insel der sieben Hügel), ist eine kleine, unbewohnte pakistanische Insel im Arabischen Meer rund 25 Kilometer südlich der belutschischen Südküste und 39 Kilometer südöstlich der Stadt Pasni. Astola ist die größte Insel Pakistans. Sie ist 6,7 km lang, bis zu 2,3 km breit, und weist eine Fläche von 6,7 km² auf. Sie erreicht eine Höhe von 75 Metern.
Verwaltungsmäßig gehört Astola zum Tehsil Pasni des Distrikts Gwadar der Provinz Belutschistan.
1982 wurde im Westen der Insel ein gasbetriebener grauer Eisenfachwerk-Leuchtturm errichtet. Dieser wurde 1987 durch einen in der Nähe errichteten solarbetriebenen Leuchtturm ersetzt. An dieser Stelle ist auch die mit 75 Metern höchste Erhebung der Insel.
Im Juni 2017 wurde Astola zum ersten Meeresschutzgebiet Pakistans erklärt.